# Vargem Bonita (Santa Catarina)
Vargem Bonita es un municipio brasileño del estado de Santa Catarina. Tiene una población estimada al 2022 de 4 576 habitantes. Pertenece a la Región metropolitana de Contestado.

## Historia
La localidad fue colonizada por inmigrantes de origen italiano provenientes de Río Grande del Sur. El nombre Vargem Bonita se lo dieron los tropeiros de la región. Fue elevada a distrito de Catanduvas en 1963 y emancipada el 30 de marzo de 1992.